# Gare de Munich-Neuperlach Süd
 (mars 2020).
Si vous disposez d'ouvrages ou d'articles de référence ou si vous connaissez des sites web de qualité traitant du thème abordé ici, merci de compléter l'article en donnant les références utiles à sa vérifiabilité et en les liant à la section « Notes et références ».
La gare de Munich-Neuperlach Süd est une gare ferroviaire allemande de la ligne 7 du S-Bahn de Munich et une station de la ligne U5 du métro de Munich. Elle est située dans le quartier de Neuperlach à Munich.

## Histoire
La station de métro ouvre le 18 octobre 1980, la gare S-Bahn existe depuis le 17 décembre 1977.
De 2007 à 2009, la gare est reconstruite et a un nouveau toit, des publicités et des panneaux.

## Service des voyageurs

### Accueil
Le ligne 5 du métro et la ligne 7 du S-Bahn circulent sur trois voies. Les rames de métro entrantes s'arrêtent au quai 2, sur la plate-forme centrale (plate-forme combinée) se trouve également le quai 3 du S-Bahn. La station est le terminus de la ligne 5 et a un pont sur Carl-Wery-Straße.

### Intermodalité
Au bout de la station, il y a un parking pour les usagers du métro.